# Zbrosławice
Zbrosławice è un comune rurale polacco del distretto di Tarnowskie Góry, nel voivodato della Slesia.
Ricopre una superficie di 148,71 km² e nel 2004 contava 15 626 abitanti.

## Amministrazione

### Gemellaggi
Zbrosławice è gemellato con:
- Castagnole delle Lanze